# Congrès des Républicains de 2019
Le congrès des Républicains de 2019 vise à désigner le président du parti à la suite de la démission de Laurent Wauquiez.
Il s'agit du huitième congrès depuis la création de l'UMP en 2002 et du deuxième depuis le changement de dénomination du parti, en 2015.
Christian Jacob, président du groupe LR à l’Assemblée nationale et faisant figure de candidat de consensus dans un parti en crise, est élu président de LR au premier tour, avec 62,6 % des suffrages exprimés et une participation de 47,4 % des inscrits.

## Contexte

Laurent Wauquiez, président démissionnaire.

Déjà contesté en interne dès son élection lors du congrès de 2017 du fait de sa stratégie et de sa personnalité, Laurent Wauquiez démissionne de la présidence du parti le 2 juin 2019, après le mauvais résultat (8,5 %) de la liste Les Républicains-Les Centristes aux élections européennes. Le vice-président délégué des Républicains, Jean Leonetti, figure de l’aile modérée du parti, assure l'intérim.
Marqués par le déclin électoral de LR, plusieurs personnalités appellent à une orientation plus centriste et à un rapprochement avec la majorité formée autour de La République en marche (LREM) et d'Emmanuel Macron. Tenant de cette ligne, le président du Sénat, Gérard Larcher, annonce l’organisation d’une « convention nationale de la droite et du centre ». Le maire de Nice, Christian Estrosi, appelle à la conclusion d'un accord de gouvernement avec la majorité présidentielle, une position qui reste cependant minoritaire au sein du parti. Plusieurs députés LR menacent de créer un groupe dissident et plusieurs élus — notamment Valérie Pécresse, Robin Reda et Florence Portelli (candidate au congrès de 2017) — annoncent qu'ils quittent le parti,.

## Organisation

### Dates
Les statuts de LR prévoient que, « sauf cas de force majeure constaté par la Haute Autorité », un congrès doit être organisé « dans les 50 jours au moins et 65 jours au plus après l’ouverture de la vacance ». Les Républicains écartent rapidement ces délais, qui conduiraient à une organisation d’une élection en août, en pleine période estivale.
Les dirigeants du parti adoptent alors des positions divergentes. Souhaitant mettre un terme rapide à la crise et ne pas déroger aux statuts (il considère que le cas de force majeure « ne peut pas être politique »), Jean Leonetti se prononce pour septembre ou octobre, et menace d'une démission en cas de report plus tardif,. Cette proposition est soutenue par de possibles candidats comme Guillaume Peltier ou Julien Aubert. Mais de nombreuses figures des Républicains, notamment Christian Jacob, Éric Woerth, Éric Ciotti et Annie Genevard, se montrent favorables à la tenue d’un scrutin après les élections municipales de 2020, avec la mise en place d’une direction collégiale dans l'intervalle,.
Le 6 juin 2019, constatant que « plusieurs circonstances rendent matériellement et techniquement impossible l'organisation d'une élection dans le délai de soixante-cinq jours prévu », la Haute Autorité des Républicains décide de fixer le premier tour aux 12 et 13 octobre et un éventuel second tour aux 19 et 20 octobre.

### Modalités
Le président de LR est élu par les adhérents au scrutin uninominal majoritaire à deux tours. Selon le guide électoral publié par la Haute Autorité supervisant les élections, la liste électorale est composée de 131 268 adhérents. Lors du précédent congrès en 2017, elle était composée de 234 556 adhérents et 99 597 avaient participé au scrutin.
Concernant les candidatures, la Haute Autorité indique que « tout candidat devra être présenté par au moins 5 % des parlementaires issus du mouvement (députés, sénateurs et membres du Parlement européen), ainsi que par au moins 1 % d’adhérents à jour de cotisation ». La liste des candidats doit être rendue publique entre le 14 et le 28 août 2019, soit 45 jours au moins avant le premier tour de scrutin.
La campagne officielle doit se dérouler entre la date de publication de la liste des candidats et le 11 octobre 2019.

## Candidats

### Candidature n'ayant pas obtenu les parrainages nécessaires
- Franck Yonboue, militant UMP puis LR de la Seine-Saint-Denis. Il revendique 800 parrainages, dont deux parlementaires, ce qui est insuffisant pour pouvoir se présenter[16]. Il avait déjà été candidat à la présidence des Republicains lors du congrès 2017

### Personnalités ayant refusé
- François Baroin, maire de Troyes[17].
- Xavier Bertrand, président du conseil régional des Hauts-de-France ; a quitté LR en 2017[18].
- Gérard Larcher, président du Sénat[19].
- Jean Leonetti, président des Républicains par intérim[2].
- Valérie Pécresse, présidente du conseil régional d'Île-de-France[18] ; quitte le parti le 5 juin 2019[4].
- Guillaume Peltier, député de Loir-et-Cher[20].
- Bruno Retailleau, sénateur de la Vendée, président du groupe LR au Sénat[21].
- Nicolas Sarkozy, ancien président de la République[22].
- Éric Woerth, député de l’Oise, président de la commission des Finances de l'Assemblée nationale[23] ; indique qu'il ne sera pas candidat si Christian Jacob l’est[24].

## Résultats
| Candidat           | Candidat           | Unique tour | Unique tour |
| Candidat           | Candidat           | Voix        | %           |
| ------------------ | ------------------ | ----------- | ----------- |
|                    | Christian Jacob    | 38 712      | 62,58       |
| Julien Aubert      | 13 162             | 21,28       |             |
| Guillaume Larrivé  | 9 982              | 16,14       |             |
|                    |                    |             |             |
| Suffrages exprimés | Suffrages exprimés | 61 856      | 99,13       |
| Blancs             | Blancs             | 545         | 0,87        |
|                    |                    |             |             |
| Votants            | Votants            | 62 401      | 47,44       |
| Abstentions        | Abstentions        | 69 113      | 52,56       |
| Inscrits           | Inscrits           | 131 514     | 100,00      |